# Литманова
Литманова (слч. Litmanová) насељено је мјесто са административним статусом сеоске општине (слч. obec) у округу Стара Љубовња, у Прешовском крају, Словачка Република.

## Становништво
| Година:    | 1994. | 2004.   | 2014.   | 2024.   |
| ---------- | ----- | ------- | ------- | ------- |
| Број људи: | 648   | 629     | 646     | 617     |
| Разлика:   |       | -2,93 % | +2,70 % | -4,48 % |

| Година:    | 2023. | 2024.   |
| ---------- | ----- | ------- |
| Број људи: | 623   | 617     |
| Разлика:   |       | -0,96 % |

Према подацима о броју становника из 2024. године насеље је имало 617 становника.